# Abrechnung in Sonora
Abrechnung in Sonora (Originaltitel: Somewhere in Sonora) ist ein US-amerikanischer Western aus dem Jahr 1933 von Mack V. Wright mit John Wayne und Henry B. Walthall in den Hauptrollen. Der Pre-Code-Film wurde von Warner Bros. produziert und basiert auf dem Roman Somewhere South in Sonora von Will Levington Comfort.

## Handlung
Der Cowboy John Bishop wird während eines Rodeos in Arizona fälschlicherweise des Betrugs beschuldigt. Er freundet sich mit Bob Leadly an, der ihn aus dem Gefängnis befreien kann. Aus Dankbarkeit geht John nach Sonora, um Leadlys Sohn Bart zu finden, der vermutlich Mitglied der Banditenbande von Monte Black ist. John wird von seinen beiden Freunden Riley und Shorty begleitet. Unterwegs rettet John Mary Burton vor einem außer Kontrolle geratenen Pferdegespann. Als er erfährt, dass sie auf dem Weg zu ihrem Vater ist, der eine Silbermine in der Nähe von Sonora betreibt, begleitet er sie und ihre Freundin Patsy Ellis zur Burton-Ranch. 
Bei dem Versuch, Bart zu finden, wird John von den Banditen gefangen genommen, gibt sich jedoch als Bandit aus und schließt sich der Bande an. Während er eine Reihe von Prüfungen durch die Bande übersteht, erwähnt er ständig die Stadt Twin Falls und lässt Bart so wissen, dass er ein Freund ist. Black plant einen Überfall auf Burtons Bergbaubetrieb, aber die Bande ist misstrauisch gegenüber John und Bart und lässt sie zurück, um die Pferde zu bewachen, während sie den Überfall durchführen. Da er seine Freunde nicht warnen kann, schickt John sein Pferd Duke los, um die Freunde zu alarmieren. In der Zwischenzeit lockern er und Bart die Sättel der Pferde, um die Flucht der Banditen zu verhindern. John und Bart verstecken sich in den Bergen und schicken Duke los, um Hilfe zu holen. Die mexikanischen Behörden, angeführt von Mary, treffen gerade noch rechtzeitig ein. Mary begrüßt John mit einer herzlichen Umarmung.

## Hintergrund
Gedreht wurde der Film in Alabama Hills und Sonora.
Der Film ist ein Remake des fünf Jahre zuvor entstandenen, im Original gleichnamigen, Stummfilms mit Ken Maynard.

## Veröffentlichung
Die Premiere des Films fand am 27. Mai 1933 statt. In der Bundesrepublik Deutschland kam er am 8. März 2013 auf DVD heraus.

## Kritiken
Der Filmkritiken-Aggregator Rotten Tomatoes hat in einer Auswertung ein Publikumsergebnis von 20 Prozent positiver Bewertungen ermittelt.
Der Kritiker des TV Guide schrieb, das Studio verwendete in dieser Version viele der teuren Stummfilmsequenzen im Freien aus dem Maynard-Film von 1927 und stattete Wayne und die Heldin geschickt so aus, dass sie in langen Einstellungen nicht von ihren früheren Gegenstücken zu unterscheiden waren.